# Bilbil żółtogłowy
Bilbil żółtogłowy (Pycnonotus zeylanicus) – gatunek średniej wielkości azjatyckiego ptaka z rodziny bilbili (Pycnonotidae). Zasiedla Półwysep Malajski oraz część Indonezji. Krytycznie zagrożony wyginięciem. Nie wyróżnia się podgatunków.
Bilbile żółtogłowe występują w kontynentalnej części Malezji, w Singapurze i na Borneo (z wyjątkiem jego południowej części). Wymarły na Jawie i prawdopodobnie również w skrajnie południowej Tajlandii; bliski wymarcia na Sumatrze, być może już tam wymarł. Gatunek znany jest także z Taninthayi (południowa Mjanma), gdzie status gatunku jest nieznany. Były niegdyś szeroko rozpowszechnione i pospolite, ich liczebność gwałtownie spadła w latach 80. i 90. XX wieku oraz pierwszym dziesięcioleciu XXI wieku. W 2018 status gatunku zmieniono na krytycznie zagrożonego wyginięciem (CR, Critically Endangered); wcześniej, od 2016 klasyfikowany był jako zagrożony (EN, Endangered), od 1994 jako narażony (VU, Vulnerable), a od 1988 jako bliski zagrożenia (NT, Near Threatened). Liczebność populacji na wolności szacuje się na 600–1700 dorosłych osobników.
Długość ciała wynosi 28–29 cm, masa ciała 80–93 g. Jest to stosunkowo duży i głośny bilbil. Ciemię i policzki złotożółte. Okolice oczu i pasek przyżuchwowy czarny. Gardło białe. Wierzch ciała i pierś pokrywają drobne, białawe paski. Ptaki młodociane mają bardziej matową i brązową głowę. Środowiskiem życia bilbili żółtogłowych są okolice rzek, strumieni, bagna i inne obszary podmokłe. Najczęściej spotykane są na nizinach, ale stwierdzane były do 1100 m n.p.m., na Borneo i Sumatrze lokalnie do 1600 m n.p.m. Prowadzą osiadły tryb życia, przeważnie przebywają w parach lub małych grupach rodzinnych.
Przyjemna pieśń przedstawicieli tego gatunku sprawia, że bilbile żółtogłowe są odławiane i trzymane jako zwierzęta domowe. Ceny znacznie wzrastały na przestrzeni czasu; w 1987 pojedynczy ptak kosztował 20$, w 2008 w Medan (Sumatra) pojedynczy ptak kosztował już 1300$. Na Jawie i Bali organizowane są specjalne konkursy śpiewu dla tych ptaków. W zachodnim Borneo w latach 2015–2016 cena za niewytrenowanego ptaka wynosiła 483$, w Bandung ponad 500$. Według danych z 2016, ptaki te są nadal nielegalnie odławiane.